# Lochem (ville)
Lochem est une ville néerlandaise, dans la région particulière de l'Achterhoek, en province de Gueldre. C'est la ville principale de la commune de Lochem. Elle hébergeait une population totale de 13 839 habitants en 2013.

## Géographie
La ville, située sur la rivière Berkel, est aussi arrosée par le Twentekanaal et elle est connue pour être proche du Lochemse Berg. Les villes les plus importantes à proximité sont Deventer au nord-ouest et Zutphen au sud-ouest.

Sur son territoire se trouve une moraine, dont le plus haut point est le Lochemseberg boisé qui culmine à 49 mètres. Au sud de ce relief, se trouve le Mont Chauve (Kale Berg) et au nord, le Paaschberg. Une grande partie de la moraine est naturelle.

## Histoire
Cette "petite ville à la campagne", l'une des cinq villes principales composant les régions administratives du comté de Zutphen, qui a obtenu son statut de ville en 1233[réf. nécessaire] par le comte Otton II de Gueldre dit le Paralysé, avait déjà beaucoup d'histoire derrière elle. Dans une charte de 1059, le plus ancien document retrouvé, il semble qu'une église existait déjà à Lochem à cette époque[réf. nécessaire]. Les fouilles lors de la restauration de l'église de Sainte Gudule (Grote kerk ou Sint Gudulakerk) ont montré que même aux environs de 900 de notre ère, une église en bois a dû exister en ce lieu[réf. nécessaire], qui fait de Lochem l'une des plus anciennes paroisses de l'Achterhoek[réf. nécessaire].

Cette fondation du Xe siècle pointe vers une histoire plus ancienne encore. En effet, son emplacement sur la Berkel, le long de laquelle un commerce florissant s'est tenu durant les siècles précédents, en a probablement été la conséquence.
Après 1233, la ville s'est rapidement développée et, en 1330, a obtenu la permission de construire un mur d'enceinte. Un double canal, dont le fossé intérieur est encore largement en place, a ajouté une protection supplémentaire. Au fil des siècles, la ville a été assiégée à plusieurs reprises, en particulier lors de la Guerre de Quatre-Vingts Ans (1568-1648).

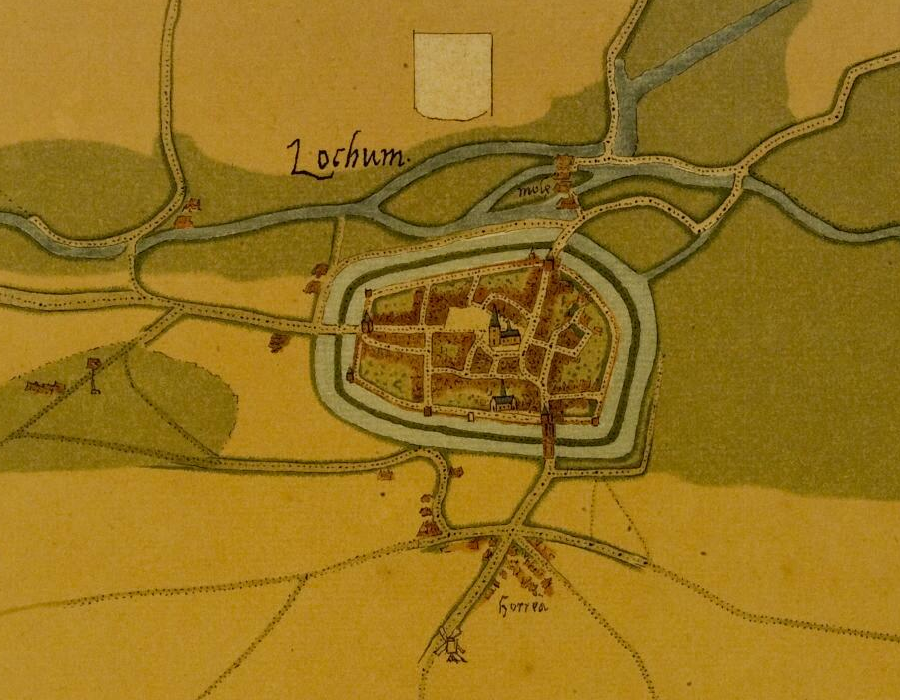
Lochem aux environs de 1560, par Jacob van Deventer.

L'armée de la République dirigée par le comte Philippe von Hohenlohe et Guillaume-Louis de Nassau-Dillenbourg a permis la levée du  Siège de Lochem (1582) (nl), le 24 septembre 1582.

En 1590, les Espagnols ont tenté une ruse pour entrer une nouvelle fois dans la ville, mais les «Piqueurs de Foin» de Lochem, dirigés par Jan Poorters, ont révélé la présence des soldats ennemis, cachés dans une charrette remplie de foin.

En 1606, la ville a subi deux sièges supplémentaires.
Après la paix de Westphalie de 1648, Lochem a été occupée deux fois par l'évêque de Münster, Bernhard von Galen, en 25 ans.

En conséquence de cette implication guerrière, la ville, où la plupart des maisons étaient construites en bois, a souvent été la proie des incendies.

Et c'est en 1615, Lochem a été frappé par le pire incendie de son histoire, à tel point que seules l'église et quatre maisons sont restées debout.

Un nouvel hôtel de ville, toujours présent aujourd'hui, a été construit dans les années 1634-1640.
Les beaux pignons de style Renaissance sont l'œuvre de l'architecte de la ville de Zutphen, Emond Hellenraet. Ailleurs dans la ville, il est encore possible de voir des maisons du XVIIe siècle.

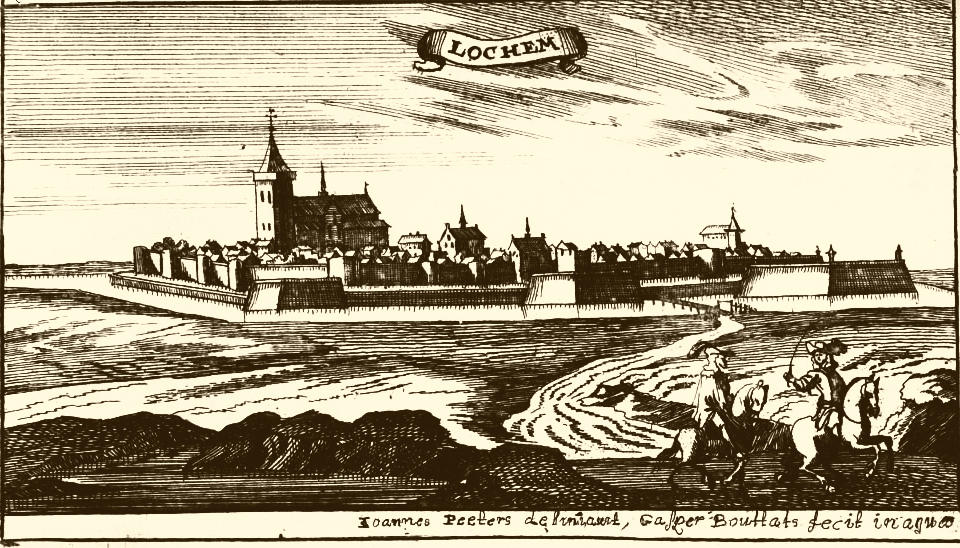
Lochem en 1674, d'après Jan Peeters.

## Culture

### Les Popmeetings
Entre 1968 et 1986, initialement appelé le Lochem Popmeeting, ce rassemblement se tenait aux environs de la date du Jour de l'Ascension dans le Théâtre de Plein Air, endroit fascinant destiné aux festivals de musique pop. C'était le plus ancien événement récurrent annuel de son genre aux Pays-Bas et l'un des plus anciens d'Europe. Bien qu'il pouvait s'y produire aussi bien des artistes régionaux que nationaux, de nombreuses vedettes internationales y ont fait leur apparition : du 'groupe maison' Normal pour Johnny the Selfkicker, de Chuck Berry à Procol Harum, et John Cale à Bo Diddley. En 2011, un coffret 4CD avec des enregistrements 'live' a été édité : "Retour à Lochem 1968 - 1986."

### Édifices religieux
- Gudulakerk ou Grande Église ou Église Sainte-Gudule (église protestante)
- Witte Kerk ou Église Blanche (église réformée)
- In alles de Liefde (église protestante de la Fraternité remonstrante)
- Église Saint-Joseph (église catholique romaine)

### Monuments
Le quartier de Berkeloord est protégé. En outre, Lochem a des dizaines de monuments nationaux classés et un certain nombre de monuments commémoratifs de guerre.

### Art dans l'espace public
Dans la ville, plusieurs statues, sculptures et objets sont placés dans l'espace public.

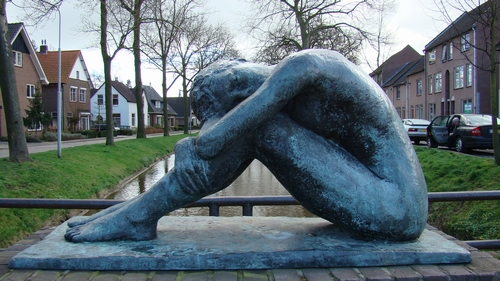
Art à Lochem

## Galerie

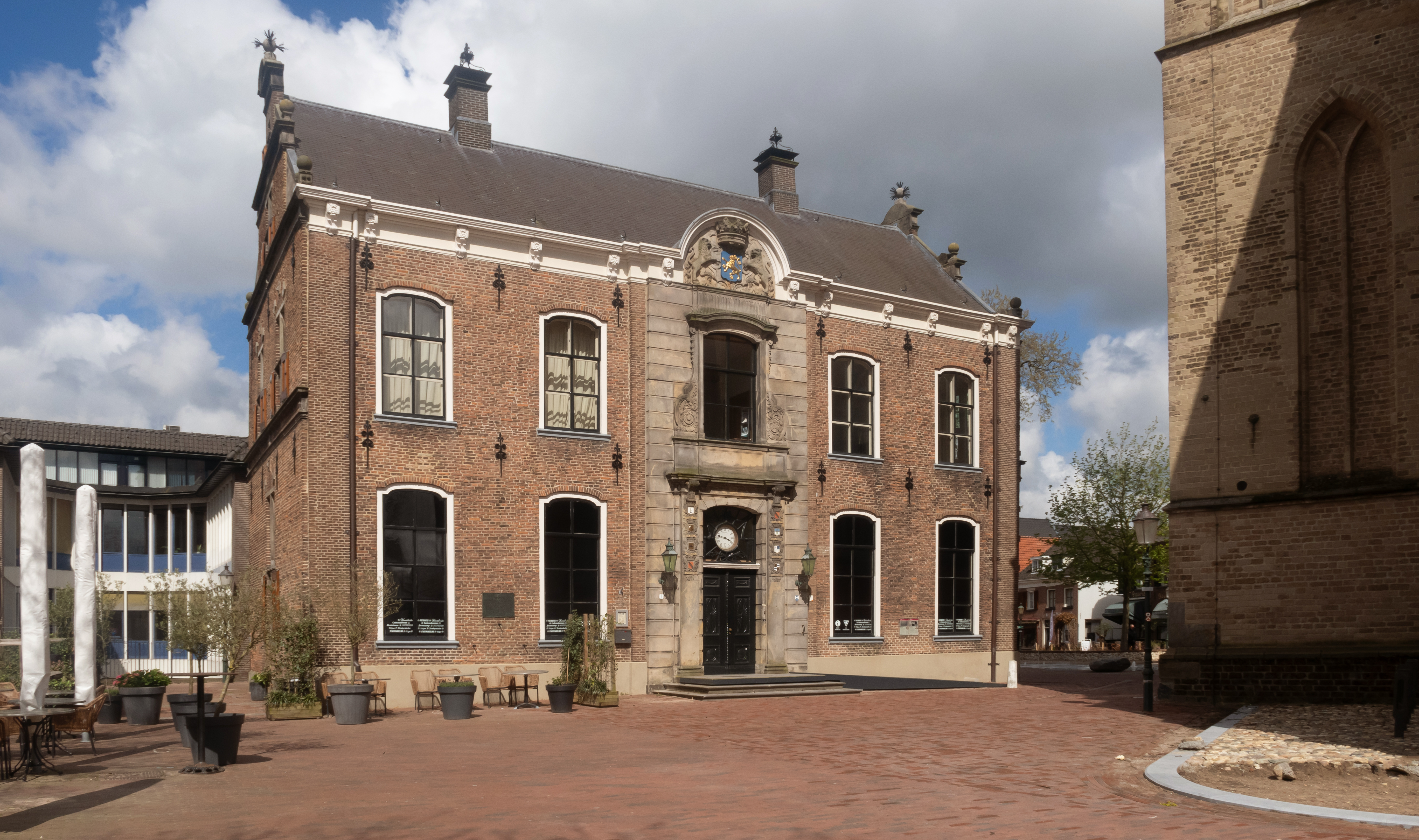
L'ancien Hôtel de Ville.
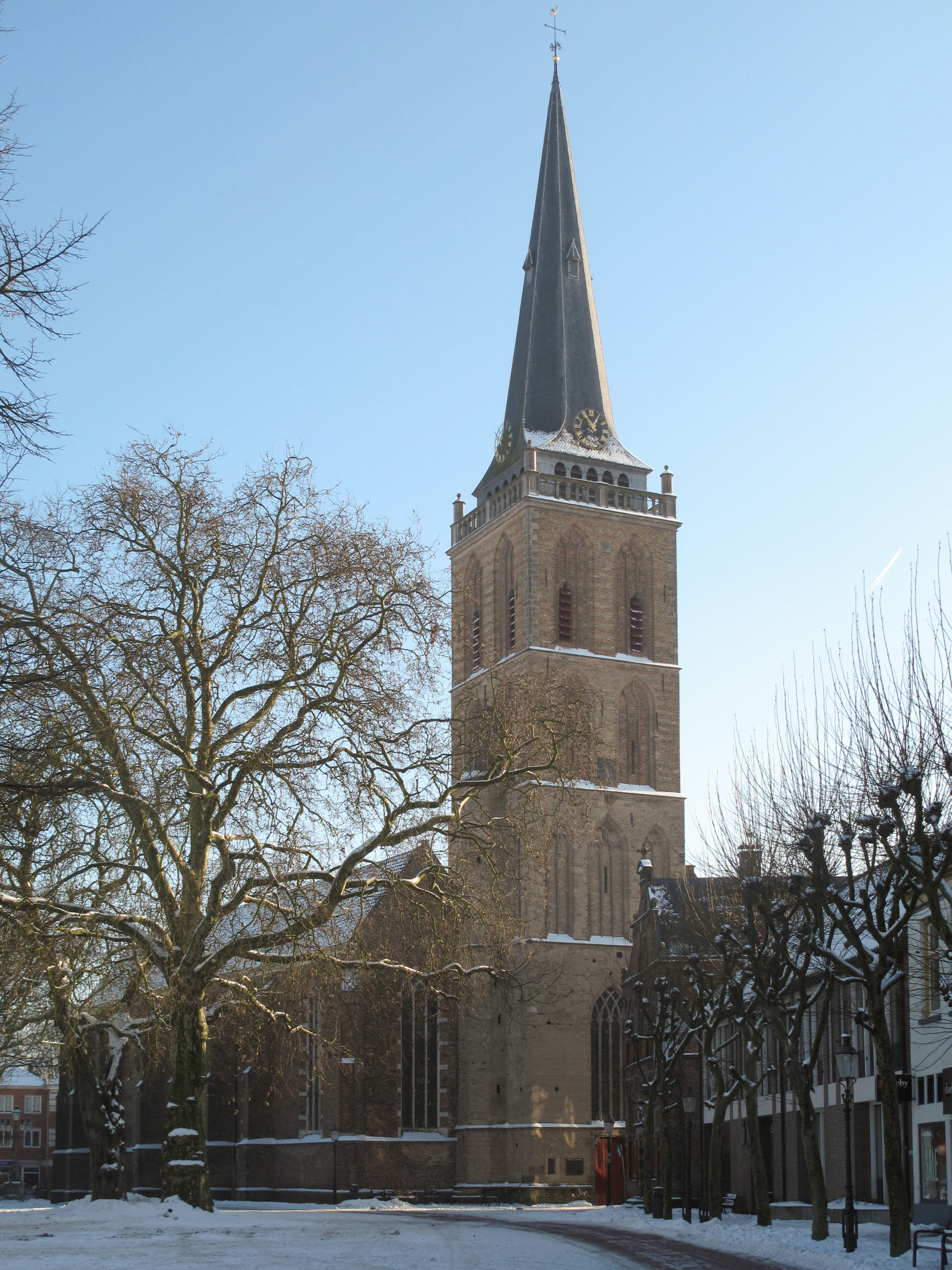
L'église de Gudulakerk.
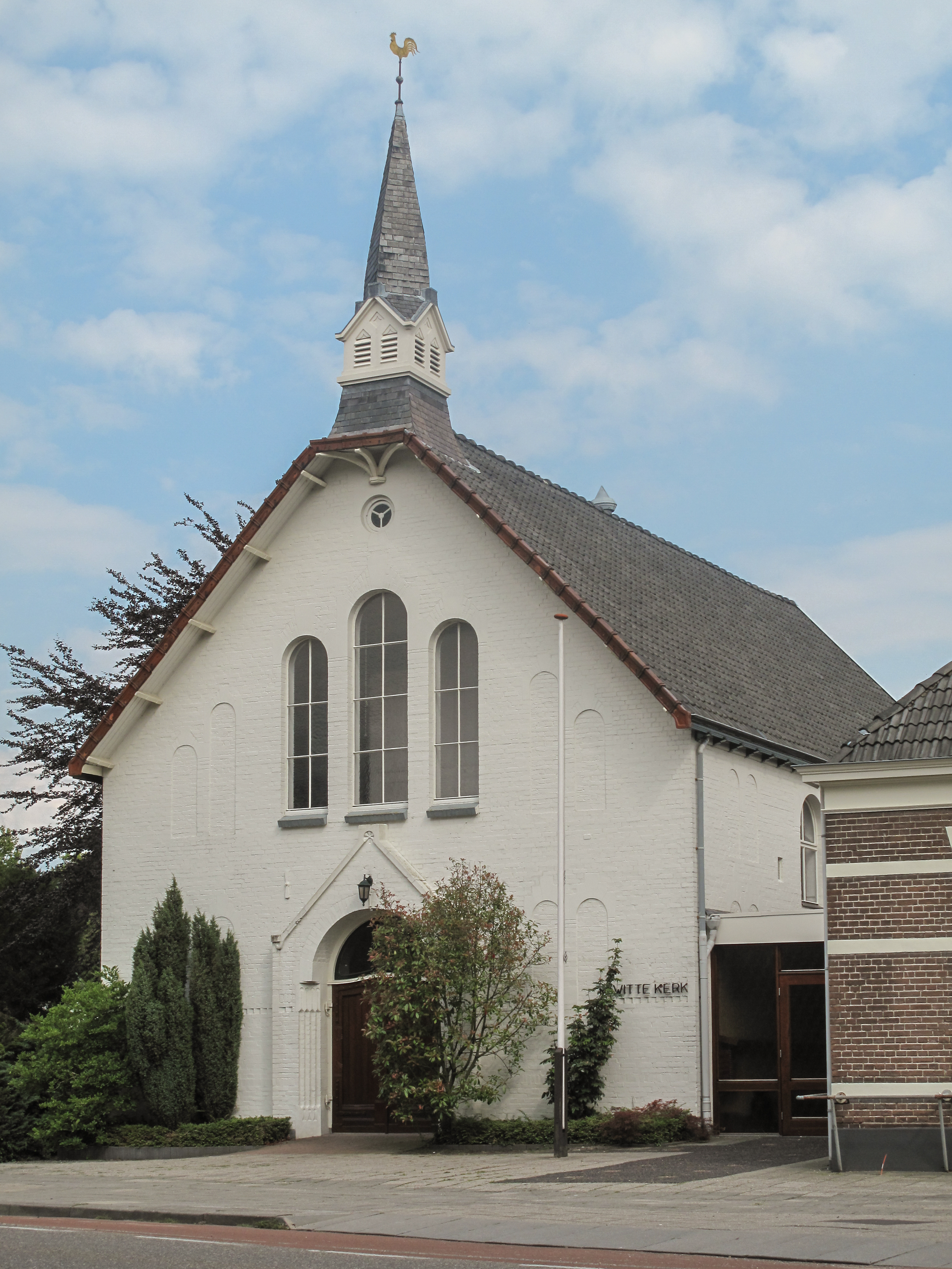
L'église de Witte Kerk.
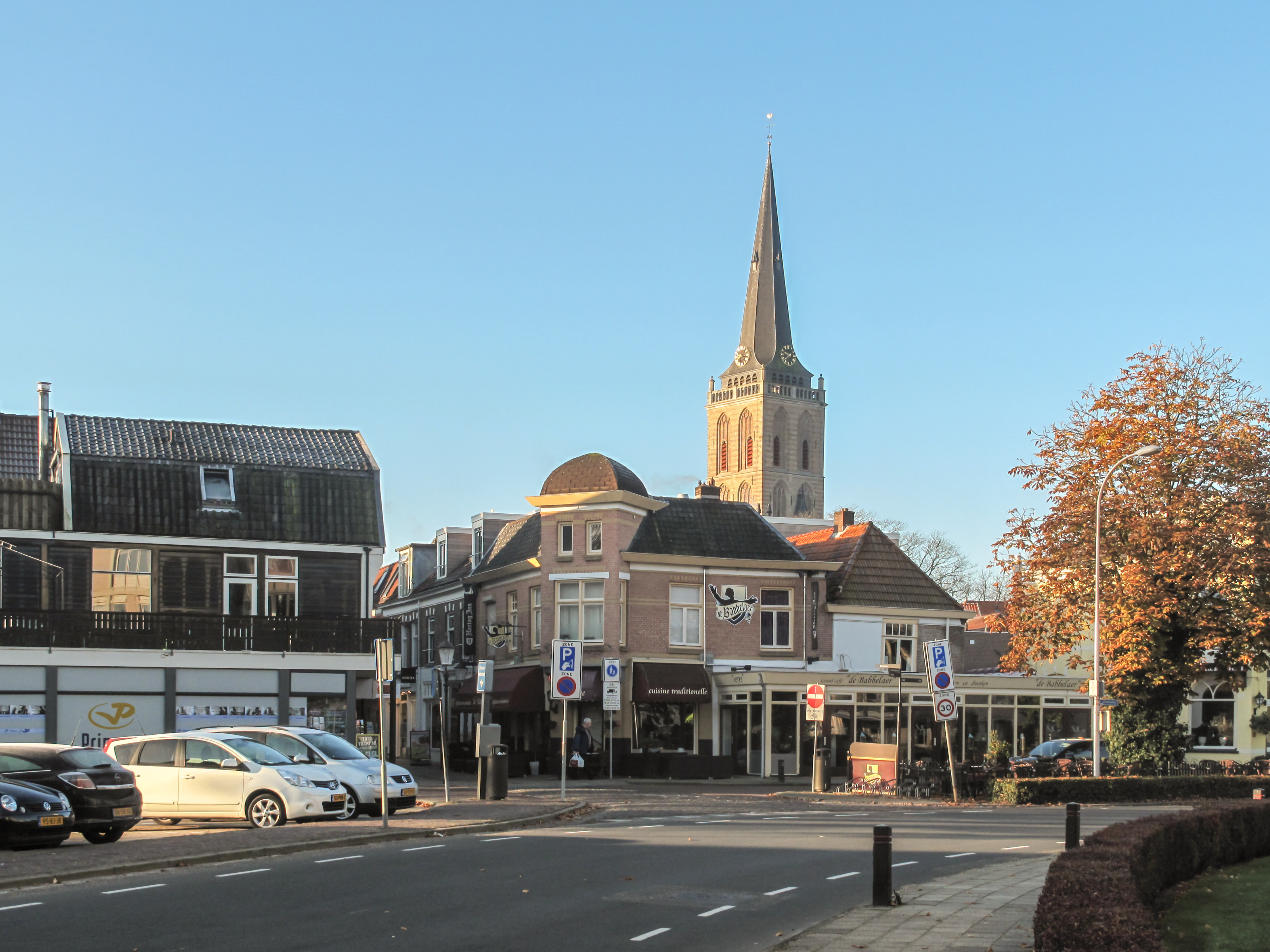
Rue de Julianaweg-Prins Bernhardweg.
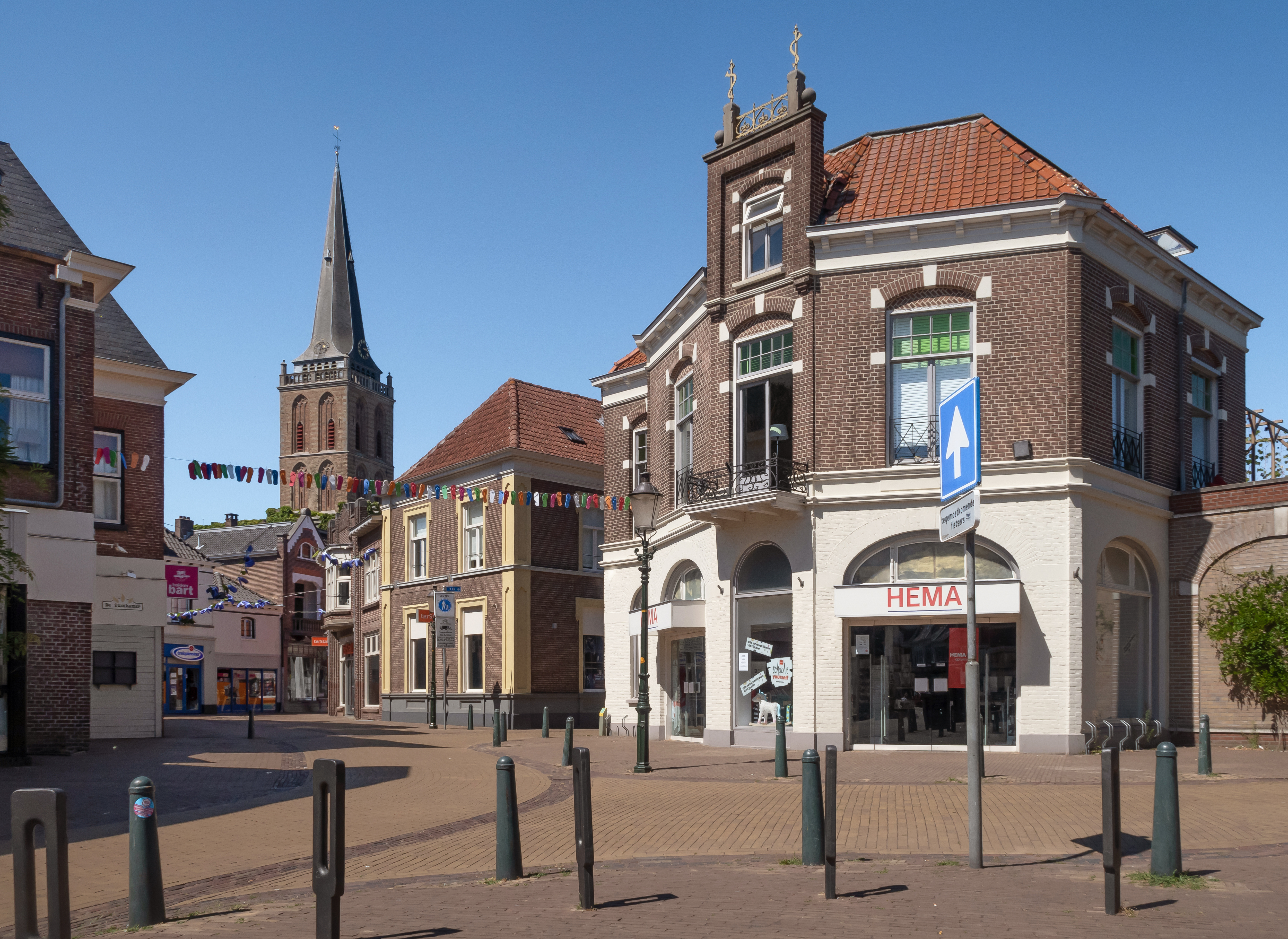
Rue de Bierstraat.
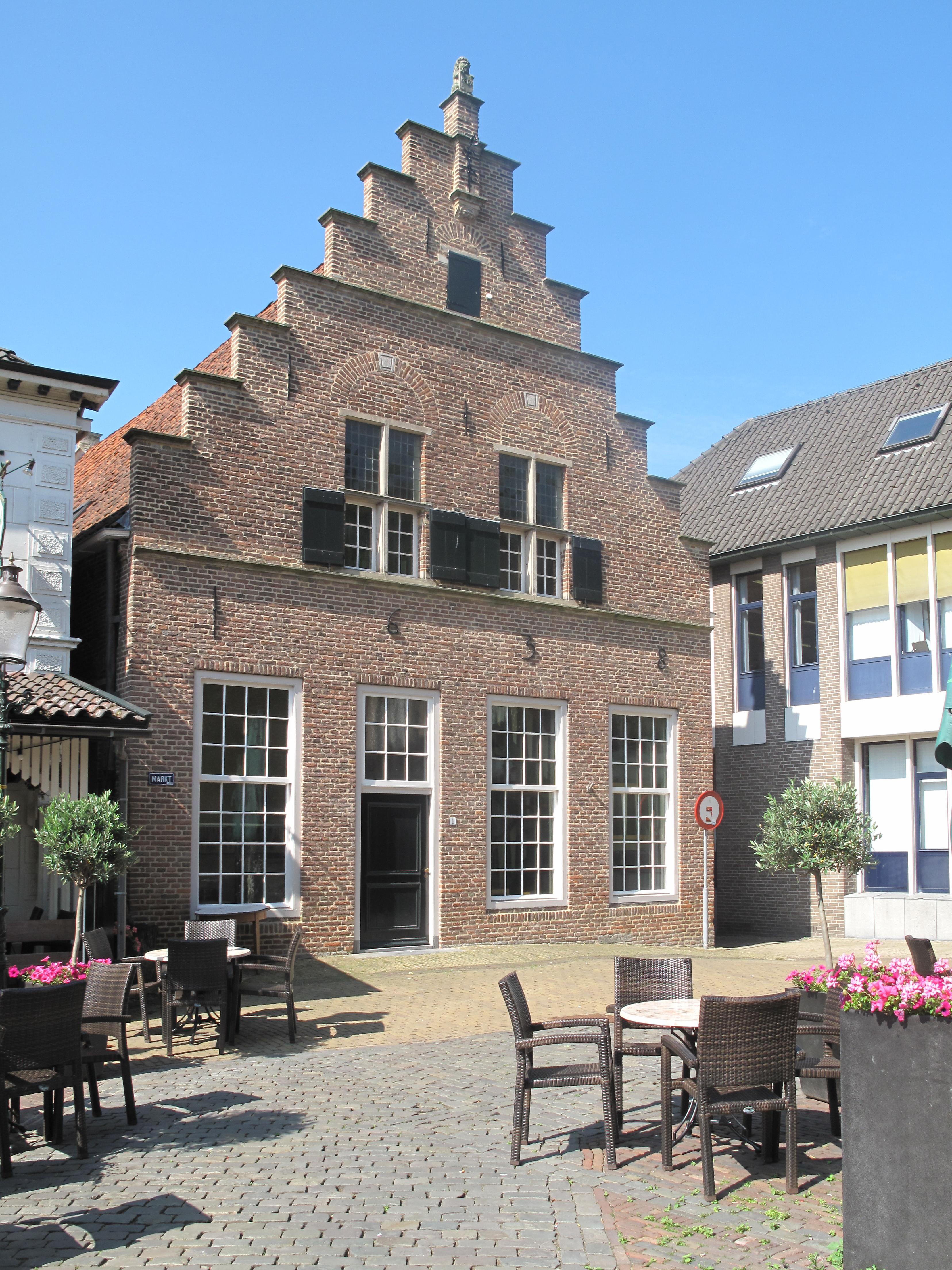
Bâtiment classé dans le centre.
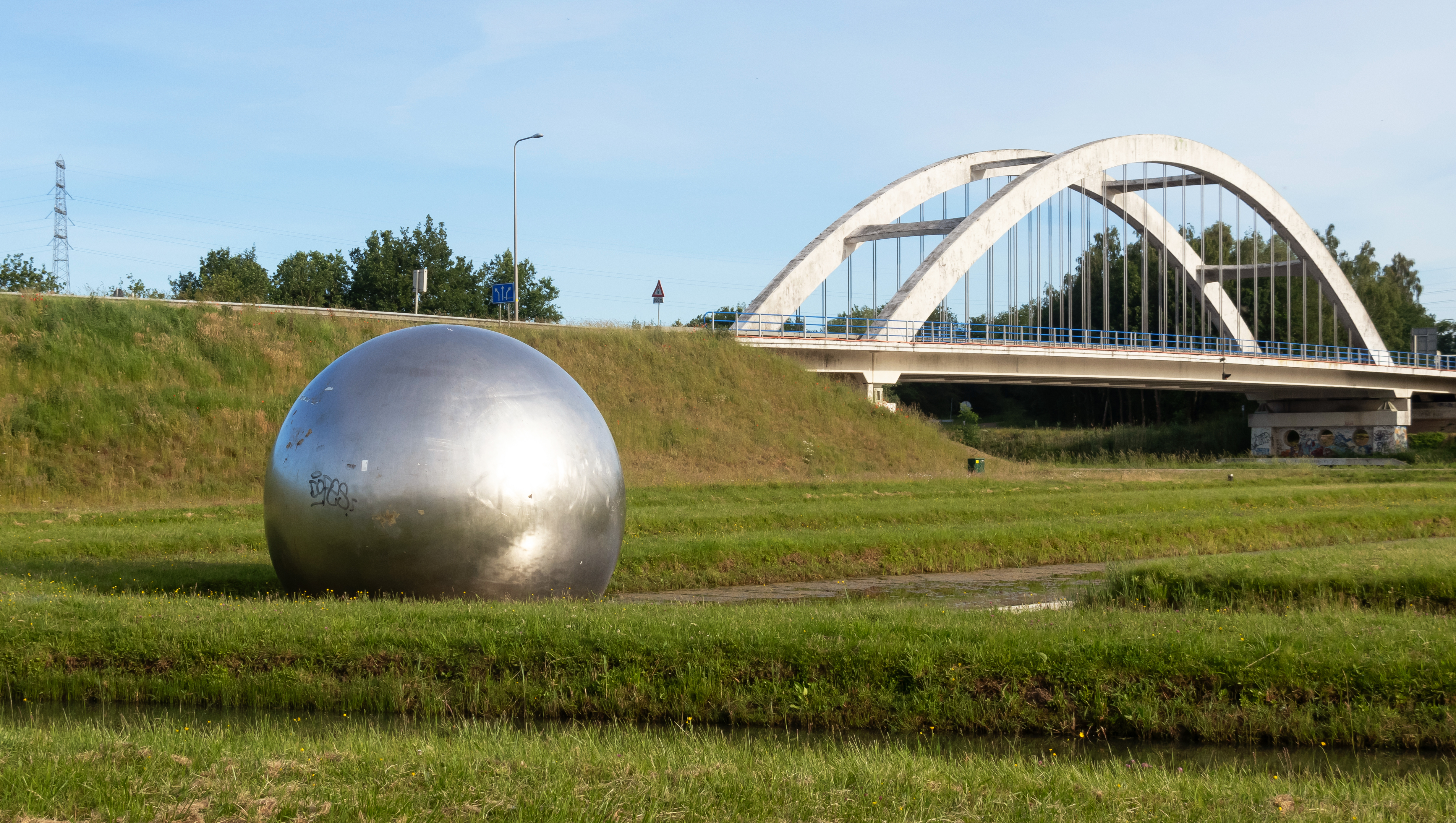
L'œuvre d'art et le pont sur le Twenthekanaal, à la sortie de la commune.
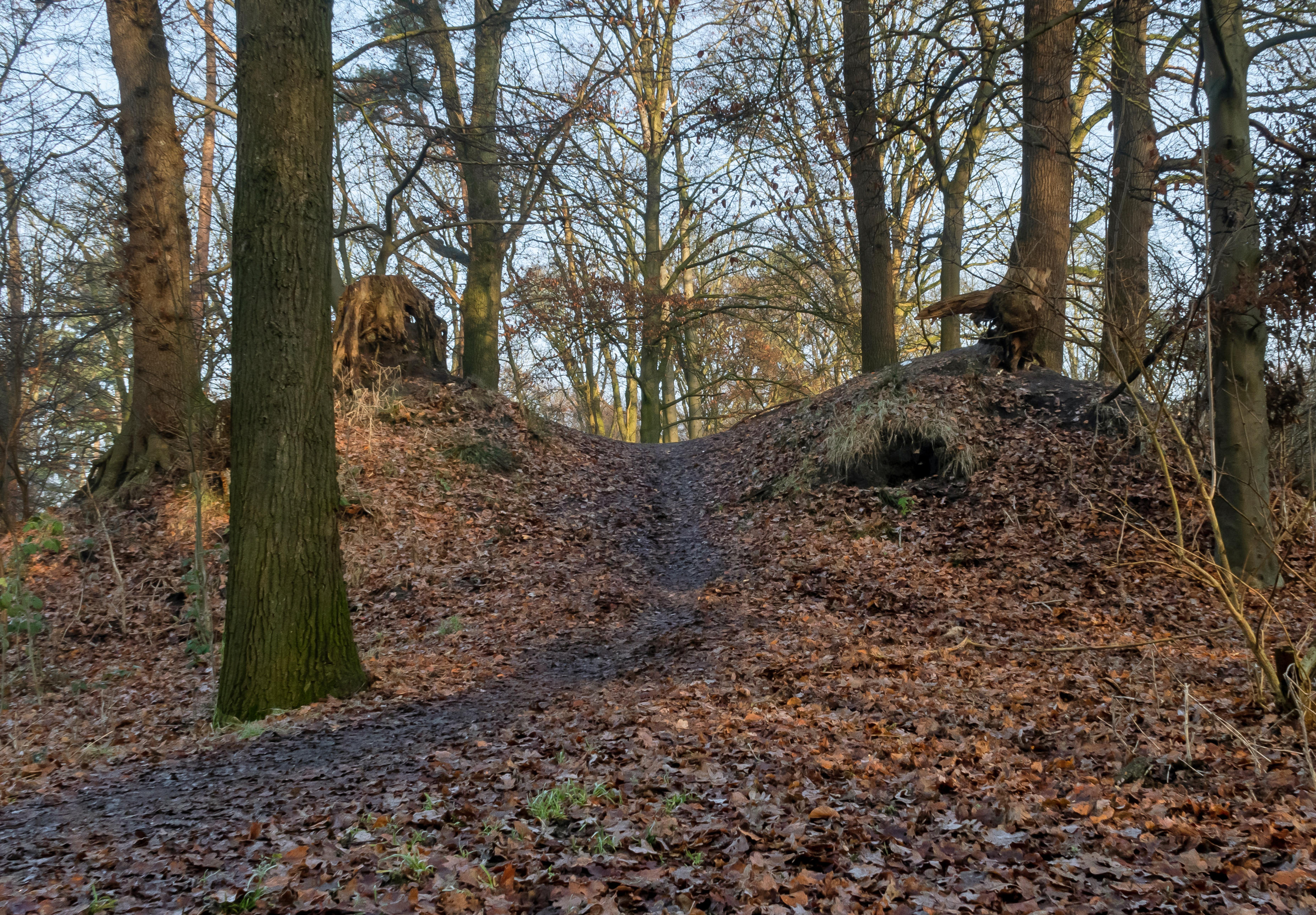
La colline pour les vététistes dans le Grote Veld
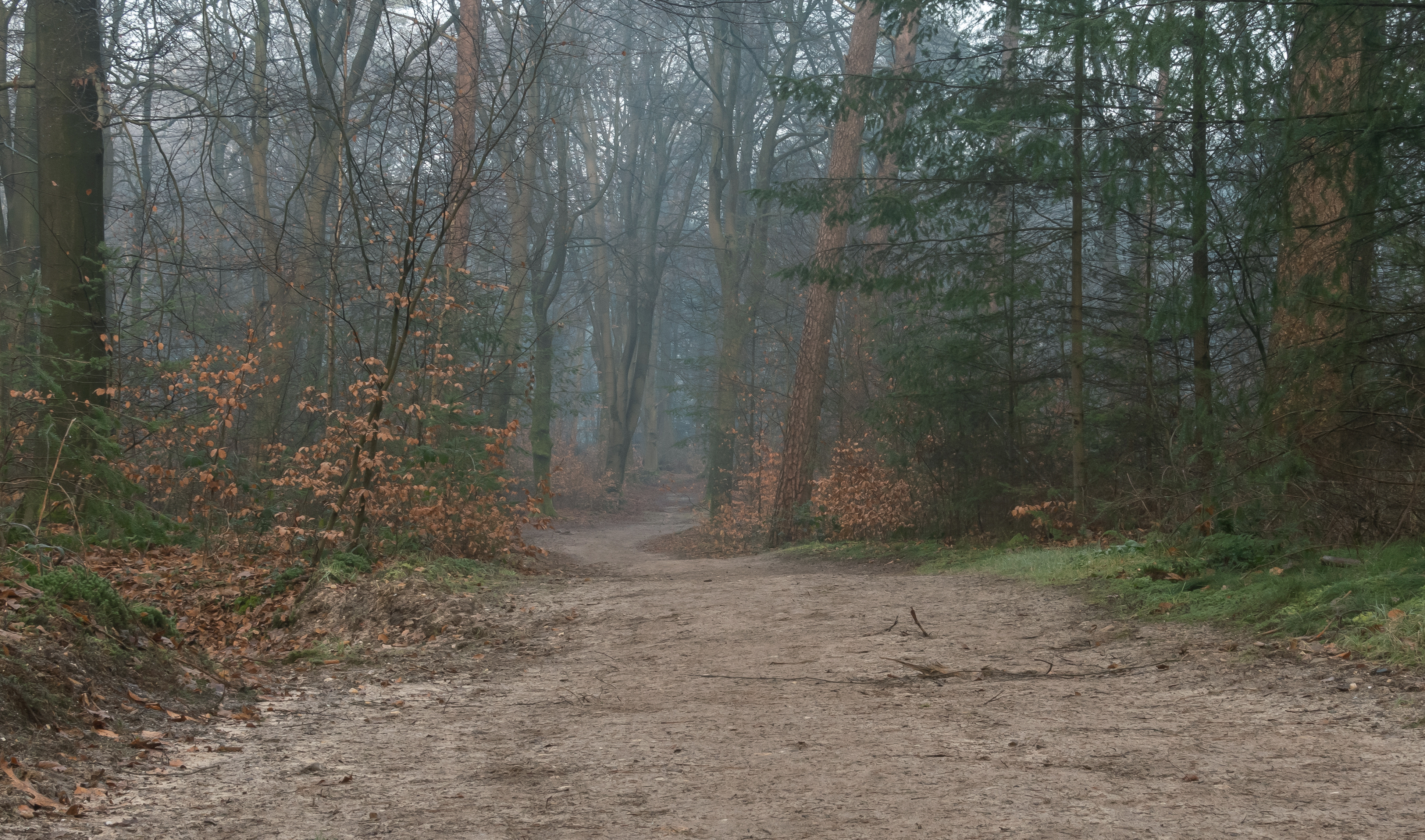
Le chemin forestier au Lochemse Berg